# コアラ小嵐
コアラ小嵐（コアラこあらし、1985年10月12日 - ）こと柏原 健太（かしはら けんた）は、お笑い芸人グループ・超新塾、および派生コンビ・ぬわらし、派生ヒップホップグループ・オ彼岸ズの元メンバー。また、筋肉エンターテインメントグループ・マッチョ29の元メンバー。兵庫県神戸市生まれ。2011年9月29日オーディションで選ばれ、超新塾に加入。2023年2月9日脱退。

## 来歴
超新塾は2011年3月のDORAGON高山脱退を受け、約4カ月にわたって新メンバーオーディションを開催。9月に同ライブ内にて、7名による最終審査を行なった結果、大阪でバーテンダーをしていた小嵐とアメリカ人のアイク・ヌワラの2名が決定した。
2012年、アイクぬわらとユニット『ぬわらし』を結成し、各々レベルをあげる作業をし始める。
2015年2月22日、マッチョ29に加入。
同年5月17日、ベストボディ・ジャパン千葉大会 ミドルクラス優勝。
同年6月16日放送のTBS『有田チルドレン』にてぬわらしで披露したポコチンドラムが話題となる。
同年12月13日、ベストボディ・ジャパン日本大会 ミドルクラス5位受賞。
2016年、YouTube活動を始める。
同年10月10日放送のTBS『究極の男は誰だ!?最強スポーツ男子頂上決戦』に出場し総合10位。
2017年6月24日、第25回東京オープンボディビル75kg以下級9位入賞。
同年7月30日、第4回 オールジャパンメンズフィジーク選手権　40歳以下・176cm超級に出場し第10位。
2018年9月2日、第5回 オールジャパンメンズフィジーク選手権　40歳以下・176cm超級に出場し第11位。
2019年5月18日、マッチョ29を卒業。
同年8月25日、第5回メンズフィジーク東京選手権大会176cm超級3位入賞。
2021年5月3日、第29回東京ノービスボディビル大会75キロ以下級優勝。
2023年2月9日、超新塾から脱退すると発表した。
2025年2月には久しぶりに超新塾ちゃんねるで他の五人とネタを行った。

## 人物
超新塾加入後に筋肉美に目覚めてジムでトレーニングを開始し、食後にプロテインを飲み始める。
筋トレと酒、ゲーム「モンスターハンターシリーズ」 「デッドバイ デイライト」をこよなく愛する。
女性の鍛え上げられたぷりっとしたヒップを愛するが故に、ぷりケツソムリエを自負している。
過去に筋肉YouTuberのサイヤマングレートや、タイガー福田と同居していた。

## グループ活動

### 超新塾（ちょうしんじゅく）
筋肉担当。隙あらば半裸になり、鍛え上げられた肉体を見せつける傾向あり。
バンド活動ではギターを担当し、2017年からはお笑い活動での歌ネタでもギターを担当している。
2017年11月5日放送のテレビ東京・にちようチャップリンの「お笑い王決定戦2017」にて2周目チャンピオンに輝き、2017年12月24日放送のグランドチャンピオン大会に進出。第6位となる。
2018年8月3日に行われたMBS・歌ネタ王決定戦準決勝にて突破し、2018年9月19日放送の決勝に出場。第5位となる。

### ぬわらし
超新塾メンバーのアイクぬわらとのコンビ。
TBS有田チルドレンにおいて披露したリズムネタ、ポコチンドラムがYahoo検索ワードで6位を記録し、話題を集めた。

### 超新塾4/6（ちょうしんじゅくろくぶんのよん）
M-1グランプリ2016に超新塾メンバーのイーグル溝神、タイガー福田、アイクぬわら、小嵐の4名でエントリー。
超新塾での衣装はロックンロールコントＴシャツに黒のライダースジャケットだが、超新塾4/6では白いワイシャツ、黒いネクタイにライダースジャケットを羽織っている。

### マッチョ29（まっちょとぅえんてぃーないん）
グループのリーダー的存在で、ライブではＭＣ担当。チャーム筋肉は「三角筋」
マッチョ29 が結成する前のマッチョバスツアーの記事をネットで知り、マッチョ側に入りたいと運営会社にメールを送るが、一度無視される。その後、超新塾のメンバーである事を付け加え、再度メールを送るとすぐ連絡があり、マッチョバスツアーに参加。
メンバーとして、劇団マッチョ、マッチョバスツアー、マチョ氷などに携わる。
なお単独ライブである劇団マッチョではプロデューサー、作家と共に企画にも参加。
やついいちろう主催のYATSUI FESTIVAL! 2017にライブ出演。
キャッチフレーズは「ビタミン・ミネラル・マッチョ足りてますか？マッチョは必須栄養素！あなたのサプリメント、コアラ小嵐です！」
センター曲は、「ビバ・マッチョ！」「TrainingFighter」「Fukking BOZO」「男の勲章」「29才」
2017年11月21日、マイナビ赤坂BLITZにてワンマンライブを開催。ふなっしー、嶋大輔と共演。2018年11月29日にZepp DiverCity (TOKYO)にてマッチョ29ワンマンライブ開催を発表。
2018年11月29日(いい肉の日)、Zepp DiverCity (TOKYO)にてワンマンライブを開催。武藤敬司、才木玲佳と共演。
2018年12月15日、劇団マッチョ50セット目、メンバー田中綾、相澤翼の卒業発表後、突然の卒業宣言。社長も知らされていない中の突然の発表で周囲全員が驚愕。
2019年5月18日、毎月舞台に立っていた思い出の地・下北沢SHELTERで行われた劇団マッチョにて卒業。

## 出演
- 究極の男は誰だ!?最強スポーツ男子頂上決戦（2016年10月10日、TBS）- 総合10位